# Orquesta Matecaña
Orquesta Matecaña es una orquesta de salsa de Guacarí en el departamento de Colombia de Valle del Cauca. La agrupación sigue vigente después de 25 años de historia, incursionando con éxito en nuevos estilos latinos y ritmos musicales sin perder su esencia tropical como se los ha caracterizado durante toda su trayectoria.

## Trayectoria
Neiver Calero, Harold Herrera y Fernando Tigreros fundaron la banda de salsa de once cabezas en 1990 en Guacarí Valle del Cauca. Su música incluía varios estilos de Salsa y Música Tropical. Su estilo es similar al de otros grupos colombianos como La Sonora Carruseles , Grupo Niche y Fruko y sus Tesos . Con su álbum de 1991 "Con sabor a Matecaña", tuvieron su primer éxito con el título "Se morirá el amor". Otras canciones exitosas fueron "Gracias amor", "Quisiera callar", "Vientico Grosero", "Se morirá el amor" y "Cali calor". Este último se convirtió en el tema de la Feria de Cali en 1994. En 1996, la banda cambió su estilo musical y mezcló los grandes éxitos de otros artistas de épocas pasadas con su género musical independiente. Junto con eso, también cambiaron su imagen. La Orquesta Matecaña está formada por un grupo de 14 músicos de danza, los cantantes Fernando Tigreros y Víctor Hugo Agudelo, así como los dos cantantes y bailarines Mairim Vargas y Diana Beatriz Cortés.

## Discografía
- Con sabor a Matecaña (1990)
- Infinito (1991)
- Que bueno (1992)
- Sentimental y salvaje (1995)
- Hasta las 6 de la mañana (1997)
- El Que Se Duerma Lo Motilamos: 33 Exitos (1998)
- Dele Que No Viene Carro (1999)
- El Último Y... Nos Vamos (2000)
- Vamos Pa' Las Que Sean (2001)
- Con Todos Los Juguetes (2002)
- Masticalo (2003)
- Amanecerá Y Veremos (2004)
- Peguele (2005)
- Y Hasta Más (2006)
- Pa Reventar (2008)
- 20 Años: Lo Mejor Y Lo Nuevo (2009)